# Thurid Hustedt
Thurid Hustedt (* 1977) ist eine deutsche Verwaltungswissenschaftlerin und Professorin an der Hertie School in Berlin.
Ihre Forschungsschwerpunkte sind Verwaltungsreformen, das Verhältnis von Politik und Verwaltung und vergleichende Verwaltungsforschung.

## Karriere
Hustedt absolvierte von 1997 bis 2003 ein Studium der Politik- und Verwaltungswissenschaft an der Universität Potsdam, das sie mit der Arbeit "Erfahrungen mit der Kontraktsteuerung auf der zentralstaatlichen Ebene in Dänemark: Einführung, Entwicklung und Praxis" als Diplom-Verwaltungswissenschaftlerin abschloss. Von 2003 bis 2014 war arbeitete sie am Lehrstuhl für Politikwissenschaft, Verwaltung und Organisation der Universität Potsdam, zunächst als wissenschaftliche Hilfskraft, ab 2005 als wissenschaftliche Mitarbeiterin erst im DFG-finanzierten Forschungsprojekt „Regierungsorganisation als Institutionenpolitik? Ein westeuropäischer Vergleich“ und anschließend im BMBF-finanzierten Forschungsprojekt "Potsdam Research Cluster for Georisk Analysis, Environmental Change and Sustainability". 2012 promovierte sie an der Universität Potsdam bei Werner Jann und Thomas Edeling mit der Dissertationsschrift "Ministerialverwaltung im Wandel: Struktur und Rolle der Leitungsbereiche im deutsch-dänischen Vergleich" mit der Note "summa cum laude".
Im Sommersemester 2013 vertrat Hustedt die Juniorprofessur "Verwaltung und Public Policy" an der Universität Konstanz. 2014 bis 2015 war sie als Postdoktorandin am DFG-Graduiertenkolleg "Wicked Problems, Contested Administrations" an der Universität Potsdam tätig. 2015 bis 2018 war sie Gastprofessorin am Arbeitsbereich Politisches System der Bundesrepublik Deutschland der Freien Universität Berlin.
Seit 2018 bekleidet sie die von PD – Berater der öffentlichen Hand und dem Stifterverband finanzierte Stiftungsprofessur für "Public Administration and Management" an der Hertie School in Berlin.
Aufenthalte als Gastwissenschaftlerin führten sie 2005 an die norwegische Universität Bergen und 2015 an die kanadische University of Toronto.
2014 bis 2017 war Hustedt für die Deutsche Gesellschaft für Internationale Zusammenarbeit und den Deutschen Akademischen Austauschdienst in verschiedenen Projekten am Aufbau und an der Ausbildung des afghanischen Verwaltungsapparats beteiligt.
Seit 2018 ist Hustedt gemeinsam mit Sylvia Veit Herausgeberin der Zeitschrift der moderne staat.

## Mitgliedschaften
Hustedt ist Mitglied der Deutschen Sektion des Internationales Institut für Verwaltungswissenschaften, der International Political Science Association, und der britischen Political Studies Association.

## Werke
- Hustedt, Thurid/Wonka, Arndt/Blauberger, Michael/Töller, Annette Elisabeth/Reiter, Renate (2014) Verwaltungsstrukturen in der Europäischen Union. Kommission, Komitologie, Agenturen und Verwaltungsnetzwerke. Wiesbaden: Springer VS.
- Hustedt, Thurid (2013) Ministerialverwaltung im Wandel – Struktur und Rolle der Leitungsbereiche im deutsch-dänischen Vergleich. Baden-Baden: Nomos Verlag.
- Bach, Tobias/Fleischer, Julia/Hustedt, Thurid (2010): Organisation und Steuerung zentralstaatlicher Behörden. Agenturen im westeuropäischen Vergleich. Berlin: Edition Sigma.